# Vũng Áng
Vũng Áng là một vũng biển ở phía nam tỉnh Hà Tĩnh, Việt Nam.

## Địa lý
Vịnh này nằm về phía tây mũi Ròn, thuộc địa bàn xã Kỳ Lợi, thị xã Kỳ Anh. Vịnh khuất gió hướng đông và nam nhưng đón gió hướng từ đông bắc sang tây, do đó chỉ có thể trú bão vào mùa gió tây nam. Hiện nơi đây có các khu bến cảng của cảng Vũng Áng, Tổng kho xăng dầu Vũng Áng và của nhà máy nhiệt điện Vũng Áng 1.

## Lịch sử
Từ những năm 1970, Bộ Giao thông vận tải đã tiến hành khảo sát một số địa điểm ở miền Trung để tìm vị trí xây dựng một cảng nước sâu và nhận thấy vùng biển Vũng Áng có nhiều ưu thế. Nơi đây có địa hình bằng phẳng, vùng nước có độ sâu 10–15 m, không chịu ảnh hưởng của sa bồi, thuận lợi để xây cảng có thể đón tàu trọng tải 3 vạn tấn cập bến. Mũi Ròn nhô ra biển, cùng với hòn Sơn Dương cách bờ 3 km khiến cho nơi đây trở thành một vùng nước kín gió, do đó không phải đầu tư nhiều chi phí để xây dựng kè chắn sóng. Bên cạnh đó, địa bàn khu vực này rộng, bằng phẳng, địa chất ổn định, thuận lợi để xây dựng khu công nghiệp và mở mang cảng biển. Ngày 23 tháng 10 năm 1997, Thủ tướng Chính phủ đã phê duyệt quy hoạch chung khu công nghiệp – cảng biển Vũng Áng, nay là khu kinh tế Vũng Áng.